# 李建勤
李建勤（1963年11月—），男，汉族，江苏金坛人，1986年4月加入中国共产党，1987年7月参加工作，北京师范大学经济学院世界经济专业毕业，拥有经济学博士学历。中华人民共和国政治人物。

## 人物经历
李建勤早年在北京大学历史系就读，大学毕业后步入政坛，曾在中国人民政治协商会议、国土资源部任职，2008年，出任国土资源部执法监察局局长，2016年，李建勤外放到四川省攀枝花市，出任该市中共党委副书记，市人民政府市长。
2017年1月4日10时50分许，李建勤在攀枝花市会展中心开会期间，被市国土资源局局长陈忠恕持枪击伤，陈忠恕最终在会展中心一楼自杀身亡。李建勤与市委书记张剡被送往医院抢救检查后无生命危险，得以康复。2017年6月，接替转任中共四川省纪委副书记的张剡，出任中共攀枝花市委书记。
2018年7月，接替侯晓春出任中共广安市委书记。2021年7月，转任中共四川省委教育工作委员会书记。
2023年1月，李建勤当选为第十三屆四川省政协秘书长。